# Rhondes
Rhondes is een geslacht van spinnen uit de familie springspinnen (Salticidae).

## Soorten
De volgende soorten zijn bij het geslacht ingedeeld:
- Rhondes neocaledonicus (Simon, 1889)